# Edoardo Contini
Edoardo Contini detto anche Eduardo, 'o Romano (Napoli, 6 luglio 1955) è un mafioso italiano, boss della camorra, fondatore del clan Contini, che ha base nella zona del Rione Amicizia di Napoli.
È stato latitante dal 2000 al 2007, anni durante i quali fu inserito nell'elenco dei trenta latitanti più pericolosi d'Italia, prima di essere catturato nella tarda serata del 15 dicembre 2007 dalla Squadra Mobile della Questura di Napoli. Era ricercato per il duplice omicidio dei fratelli Giglio, assassinati nel 1984 nel contesto della faida con il clan Giuliano, omicidio per il quale fu condannato a 26 anni di carcere in appello nel 2009.

## Biografia

### Origini
Nacque nella zona dell'Arenaccia il 6 luglio 1955, ma il padre Augusto si trasferì dopo poco tempo nel famigerato Rione Amicizia, che divenne poi il quartier generale della cosca. A livello criminale, Edoardo Contini iniziò la propria carriera come piccolo rapinatore. Fece il cosiddetto "salto di qualità" diventando parente dei boss Francesco Mallardo di Giugliano e Patrizio Bosti del Rione Amicizia, ed è sposato con Maria Aieta, sorella di Rita e Anna, rispettivamente mogli di Patrizio Bosti e Francesco Mallardo.

### La carriera criminale
Il clan che nacque sotto la guida di Edoardo ebbe l'oneroso compito di controllare la zona più complessa di Napoli, ovvero l'Arenaccia. Difatti dal Corallo a Secondigliano, dalla Doganella alla Ferrovia, dai Ponti Rossi a San Giovanniello fino ad arrivare al centro storico (piazza Cavour) ed al cuore del quartiere, ovvero Piazza Carlo III, la zona si mostra particolarmente insidiosa sia per la densità di popolazione che per i limiti di competenza con le altre famiglie.

### Lo spaccio di droga
Le zone di confine del clan Contini furono scenario fino al 2010 di ripetute guerre gerarchiche e territoriali. Ovviamente è singolare il fatto che una figura di spicco come Edoardo Contini non sia mai stato bersaglio di alcun attentato o di accuse da parte dei collaboratori di giustizia. O' Romano si è sempre attorniato di elementi fidati, evitando di assoldare nelle batterie di fuoco persone che non fossero cresciute con lui. Il quartiere adiacente al Corallo, il Rione Amicizia, è una zona ad alta densità abitativa, inoltre l'insediamento camorristico in questo quartiere non è violento né mal veduto, ma anzi fortemente presente nella cultura delle persone che vi abitano e che popolano l'Arenaccia. Edoardo Contini non ha mai approvato lo spaccio di droga nel suo quartiere, concedendo solo a qualche fidato l'avvio di piccole piazze rivolte a ristretti giri di amici, ma non ha mai permesso che cobret, eroina e crack entrassero nel suo quartiere. Nonostante il potenziale guadagno, Contini non volle spremere il proprio territorio, ben conscio del fatto che gli abitanti non avrebbero tollerato l'insediarsi di piazze stabili e di tutto ciò che ne consegue: sentinelle, tossicodipendenti e continui controlli di Polizia e Carabinieri.

### Le latitanze e gli arresti
Protagonista di lunghe latitanze viene catturato il 31 dicembre del 1994 all'età di 39 anni in una villa a Cortina d'Ampezzo. I militari dell'Arma dei Carabinieri lo bloccarono mentre si stava preparando per il veglione di Capodanno. Ricercato da 5 mesi per inosservanza degli obblighi della sorveglianza speciale, che avrebbe dovuto trascorrere a Favignana, il boss chiese ai militari di cambiarsi gli abiti per scaramanzia. Dopo sei anni, Contini è di nuovo libero per decorrenza dei termini e custodia cautelare. Non passa molto tempo perché Contini finisca nell'elenco dei trenta latitanti più pericolosi d'Italia: le polizie di mezzo mondo gli danno la caccia ma nessuna segnalazione sembra essere quella giusta. C'è chi lo cerca in Sardegna, chi a Ischia, chi in Spagna o in Brasile. Lo troveranno il 15 dicembre 2007 i Poliziotti della Squadra Mobile di Napoli, in un appartamento di Casavatore, ospite di una vedova e dei suoi 5 figli. Al momento dell'irruzione alzando le mani si complimentò con gli agenti dicendo "siete stati bravi". Edoardo Contini per comunicare non utilizzava mai il telefono, ma soltanto pizzini alla maniera di Bernardo Provenzano. Per evitare sospetti non voleva neanche che la sua biancheria fosse lavata: preferiva comprarla e poi buttarla. Alla fine è stato comunque tradito da una intercettazione ambientale nella quale si ascoltava la sua voce mentre si informava sul menù del giorno.

## La diplomazia
Edoardo Contini non predilesse mai l'uso della forza o delle armi, preferiva piuttosto accomodare i disguidi con la diplomazia, e pretendeva dai suoi uomini una fortissima disciplina. La linea di comando dei Contini era molto salda: dal capofamiglia si passava ai caporegime, che comandavano vaste aree, poi ai capidecina che comandavano varie batterie, fino ad arrivare ai soldati responsabili di singole aree ristrette. A differenza di altri clan, i Contini controllano in maniera molto pressante il loro quartiere e la figura di Edoardo, oltre ad essere temuta, è fortemente sostenuta, data la sua politica di contrasto ai disordini, alle violenze e alle angherie. Ma quando necessario, Contini sapeva essere sanguinario e spietato come molti altri personaggi di spicco del mondo criminale al quale è legato. Dalle rivelazioni di alcuni collaboratori di giustizia, pare che 'o Romano  abbia incontrato il capo-clan del Rione Sanità, Giuseppe Misso, in due occasioni. Tali incontri avvennero in segreto ed ebbero come obiettivo un accordo di non belligeranza non solo tra i Contini e i Misso, ma anche tra quest'ultimi e i loro storici nemici, ovvero i Licciardi, per cui garantirono i Contini, mentre i Misso garantirono per i Mazzarella, storici nemici dei Contini, con i quali combattevano per il controllo della zona adiacente alla stazione centrale. Tale accordo di pace fu siglato dopo l'omicidio Prota, occorso nell'anno 2001, facendo cessare le sanguinose faide iniziate nel 1996. Stando però a quanto riferito dal collaboratore di giustizia Giuseppe Misso Junior, suo zio Peppe Misso, detto "o' Nason ", non avrebbe mai rispettato l'accordo, tale era la sete di vendetta nei confronti di Vincenzo Licciardi, reo di aver assassinato la moglie di "O' Nason", Assunta Sarno. Del resto, lo stesso boss Giuseppe Misso, detto o’ Nason, confessò, durante un processo, che pur di arrivare a Vincenzo Licciardi, avrebbe mandato a monte l'alleanza con i clan che controllavano l'immediata periferia di Napoli.